# Cheikhat du Koweït
1752–1961
Entités précédentes :
- Empire ottoman
- Émirat des Bani Khalid (en)

Entités suivantes :
- État du Koweït

Le cheikhat du Koweït (arabe : مشيخة الكويت, Mashīkhat al-Kuwayt), proclamé en 1752, a été un protectorat britannique de 1899 à 1961.